# MLAB
MLAB (от Modeling Laboratory ) — кроссплатформенная многопарадигменная вычислительная среда для математических расчётов с языком программирования четвертого поколения, разработанная в 1970-х годах в Национальном институте здравоохранения США (англ. National Institutes of Health). С 1985 года разработку ведёт Civilized Software, Inc.
Собственный язык программирования MLAB позволяет выполнять операции с матрицами, функциями и данными, реализовывать алгоритмы, а также поддерживает аппроксимацию кривых, дифференциальные уравнения, статистические функции и рисует графики.
MLAB предназначен для численных расчётов со специальными средствами для решения обыкновенных дифференциальных уравнений и подбора кривых (нелинейная регрессия). Он предоставляет более тридцати типов команд и более 450 встроенных функций из областей элементарной математики, трансцендентных функций, теории вероятностей и математической статистики, линейной алгебры, оптимизации, кластерного анализа, комбинаторики, ввода/вывода чисел и графики.
Присутствуют обычные низкоуровневые функции, такие как синус, косинус, логарифм и другие, а также более сложные функции математического анализа, такие как разложение по сингулярным числам, дискретное преобразование Фурье, решение систем дифференциальных уравнений, непараметрическое моделирование и ограниченная нелинейная оптимизация и многие другие. В это ПО включен большой набор статистических функций, в том числе наиболее распространённые прямые и обратные функции распределения, а также функции создания графиков, поддерживающие графическое отображение сложнейших функций.
Многие программные пакеты могут численно интегрировать обыкновенные дифференциальные уравнения, но MLAB — один из очень немногих, который также может настраивать их параметры и начальные условия. MLAB одинаково удобен при подборе кривой, когда корректировки являются линейными или, как в случае с большинством моделей дифференциальных уравнений, нелинейными.
MLAB широко используется в академических и научно-исследовательских институтах, а также на промышленных предприятиях.

## История
MLAB был разработан в Национальном институте здравоохранения в конце 1970-х годов с совместно со Стэнфордской пабораторией искусственного интеллекта (англ. Stanford Artificial Intelligence Laboratory, SAIL) при Стэнфордском университете, для компьютеров PDP-10 производства Digital Equipment Corporation (DEC).
В 1985 году создатели MLAB основали компанию Civilized Software, Inc. и доработали MLAB в конце 1980-х и начале 1990-х годов за счет грантов на исследования в области инноваций для малого бизнеса.
Первыми использовали MLAB исследователи и практики в области биохимии, но его применение быстро распространилось на многие другие области. В настоящее время он также используется в образовании, в частности, при обучении линейной алгебре, численным методам математического анализа.
Теперь MLAB популярен среди ученых, занимающихся анализом и моделированием химической кинетики и сегментным моделированием в фармакологических (включая фармакокинетику) и физиологических исследованиях.

## Синтакс языка программирования
Приложение MLAB построено на языке сценариев MLAB. Типичное использование приложения MLAB включает использование командного окна в качестве интерактивного математического вычислителя или выполнение текстовых файлов с программами на языке MLAB.
В MLAB существуют десятки команд и сотни функций. По сути, MLAB — это интерпретатор математического языка программирования высокого уровня с возможностью обработки (повторного запуска) файлов с текстом программы, называемых do-файлами.
MLAB может использовать символьные производные, когда значения производных необходимы во время подбора кривой или решения обыкновенных дифференциальных уравнений. Также в MLAB можно подобрать (или просто решить) модели, определяемые дифференциальными уравнениями, чтобы можно было обрабатывать химическую кинетику, физиологические и компартментальные модели.

### Примеры
В MLAB можно определить функцию и построить её график следующим образом:
```
 function f(x) = a*cos(b*x)*exp(-k*x)
 a = 1; b=4; k =.5
 v=1:10!100
 m= points(f,v)
 draw m
 view

```

В результате получается простой график:

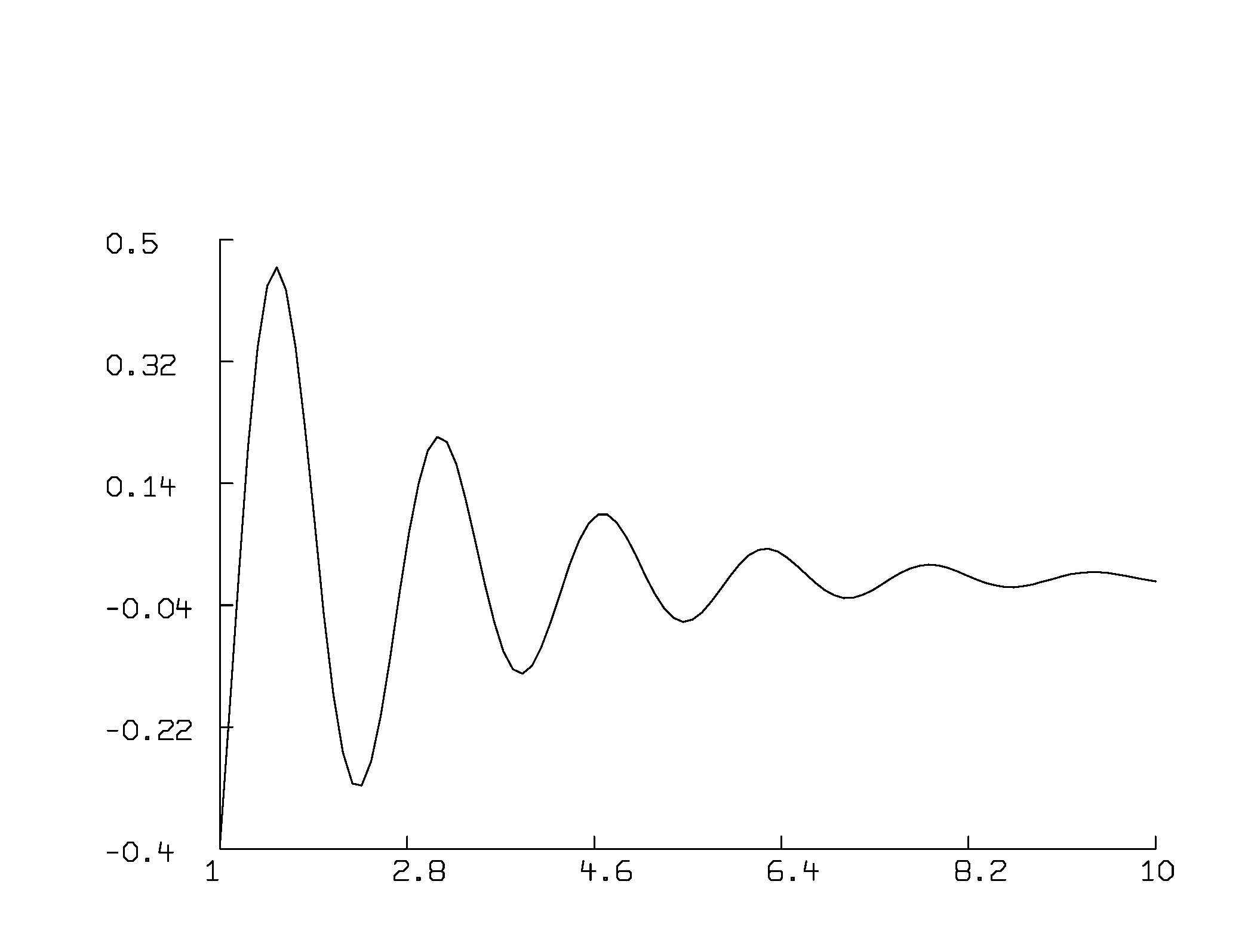

Обратите внимание, что 1:10!100 = 1:10:0,0909090909, то есть вертикальная шкала графике имеет диапазон значений от 1 до 10 с шагом 0,0909090909.
Также обратите внимание, что ф языке MLAB функция points(f,v) означают постолбцовую конкатенацию матрицы v с вектором-столбцом того же размера, состоящим из значений f, вычисленных по значениям из v.
Можно прочитать 110 значений данных из файла в матрицу из 2 столбцов следующим образом (результатом является матрица из 55 строк и 2 столбцов).
```
d = read("filename",55,2)
```

Взяв строки матрицы d как точки данных (x, y), с ошибкой в значениях y, где эти точки данных «моделируются» функцией f, определённой выше, можно оценить неизвестные параметры a, b, k следующим образом:
```
fit(a,b,k), f to d
```

Можно использовать оценочные веса для различных точек данных в d на основе функции оценки скользящей дисперсии ewt следующим образом:
```
fit(a,b,k), f to d with wt ewt(d)
```

Можно графически представить данные и «подгонку»:
```
delete w /* чтобы удалить предыдущий график */
draw d linetype none, pointtype circle
draw points(f,d col 1) color green
view
```

Можно посмотреть на символьную производную от f и изобразить её:
```
type f'x
draw points(f'x, d col 1) color red
view
```